# Inopeplus olliffi
Inopeplus olliffi là một loài bọ cánh cứng trong họ Salpingidae. Loài này được Poll miêu tả khoa học năm 1887.